# Посёлок Турковского Торфопредприятия
Турковского Торфопредприятия — посёлок в Монастырщинском районе Смоленской области России. Входит в состав Барсуковского сельского поселения. Население — 182 жителя (2007 год).
Расположен в западной части области в 12 км к северо-востоку от Монастырщины, в 24 км западнее автодороги А141 Орёл — Витебск, на берегу реки Вепрянка. В 26 км восточнее посёлка расположена железнодорожная станция Починок на линии Смоленск — Рославль.

## История
В годы Великой Отечественной войны посёлок был оккупирован гитлеровскими войсками в июле 1941 года, освобождён в сентябре 1943 года.